# Kauehi (atolón)
Kauehi es un atolón de las Tuamotu, en la Polinesia Francesa. Es una comuna asociada a la comuna de Fakarava, que incluye el atolón de Taiaro. Está situado al oeste del archipiélago, a 40 km al noreste del atolón de Fakarava y a 18 km al noroeste de Raraka.

## Geografía
El atolón es muy bajo, con una forma casi circular de 23 km de largo y 17 km de ancho, y con un paso a la laguna interior. La superficie total es de 15 km². La villa principal es Tearavero, con una población de 257 habitantes en el censo de 2012. Los habitantes viven principalmente del cultivo de perlas y copra. Dispone de un aeródromo.

## Historia
Kauehi fue descubierto por Fitz-Roy en 1835, aunque probablemente ya era conocido por los comerciantes de perlas. Era conocido con el nombre de Vincennes.